# Luisenthal
Luisenthal ist eine Gemeinde im thüringischen Landkreis Gotha. Erfüllende Gemeinde Luisenthals ist die Stadt Ohrdruf.

## Geografie
Luisenthal liegt als Straßendorf auf einer Höhe von etwa 420 bis 465 Metern langgezogen im Talgrund der Ohra im Thüringer Wald, oberhalb des Ortsteils Schwarzwald befindet sich die Ohra-Talsperre. Nach Süden reicht die Gemarkung Schwarzwald bis dicht an den Rennsteig.

### Gemeindegliederung
Luisenthal besteht aus den drei Ortsteilen Luisenthal (im Norden), Stutzhaus (Ortsmitte) und Schwarzwald (im Süden, um die Burg).

### Nachbarorte
Angrenzende Nachbarorte im Landkreis Gotha sind Gräfenhain im Westen, die Kernstadt Ohrdruf sowie Wölfis im Norden sowie Crawinkel im Osten. Zum Landkreis Schmalkalden-Meiningen gehörige Nachbarorte sind die Stadt Oberhof und der Ort Oberschönau im Süden.

### Berge
Höchste Erhebungen sind der Saukopf (869,2 m ü. NN), Alter Berg (852 m ü. NN). Bedeutend sind auch der Kienberg (720,2 m ü. NN), der Streitberg (699,1 m ü. NN) und der Fürstenschlag (772 m ü. NN).

### Gewässer
Die Ohra, im Ort auch als Wilder Graben bekannt, gehört zum Einzugsbereich der Elbe. Die Seitentäler der Ohra, Kerngrund, Silbergraben und Großer Weißbach, wurden beim Aufstauen der Ohra im unteren Teil geflutet. Unterhalb der Staumauer münden der Siegelbach, der Spitzgraben und der Lehmbach als Zuflüsse in die Ohra.
Das Saukopfmoor zählt zu den seltenen Thüringer Hochmooren und ist deshalb ein Naturschutzgebiet. Es befindet sich auf (830 m ü. NN).

## Geschichte

### Luisenthaler Hütte

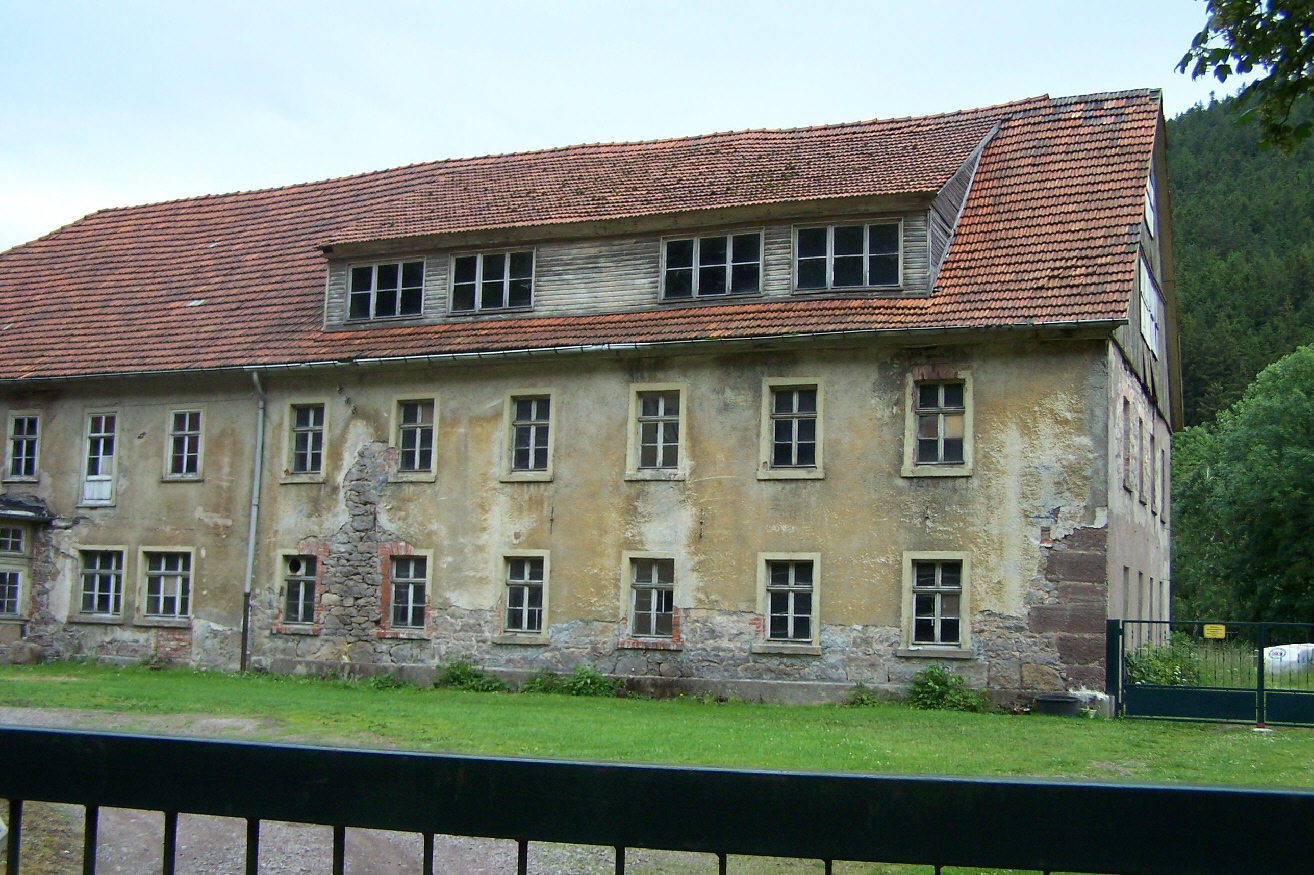
Luisenthaler Hütte

Herzog Friedrich III. von Sachsen-Gotha-Altenburg (1699–1772) erwarb 1752/53 eine südlich von Ohrdruf am Fuße des Kienberges im Amt Schwarzwald befindliche Kupfer-Schmelzhütte. Das benachbarte Hammerwerk, der Schwarzwälder Hammer, raffinierte das Erz zu Kupfer. Der Herzog benannte diese Ansiedlung am 1. Oktober 1753 zu Ehren seiner Frau Luise Dorothée von Sachsen-Gotha-Altenburg (1710–1767) in Luisenthal um. Der Betrieb des später in einen Eisenhammer umgewandelten Schwarzwälder Hammers währte bis 1877.

### Schwarzwald

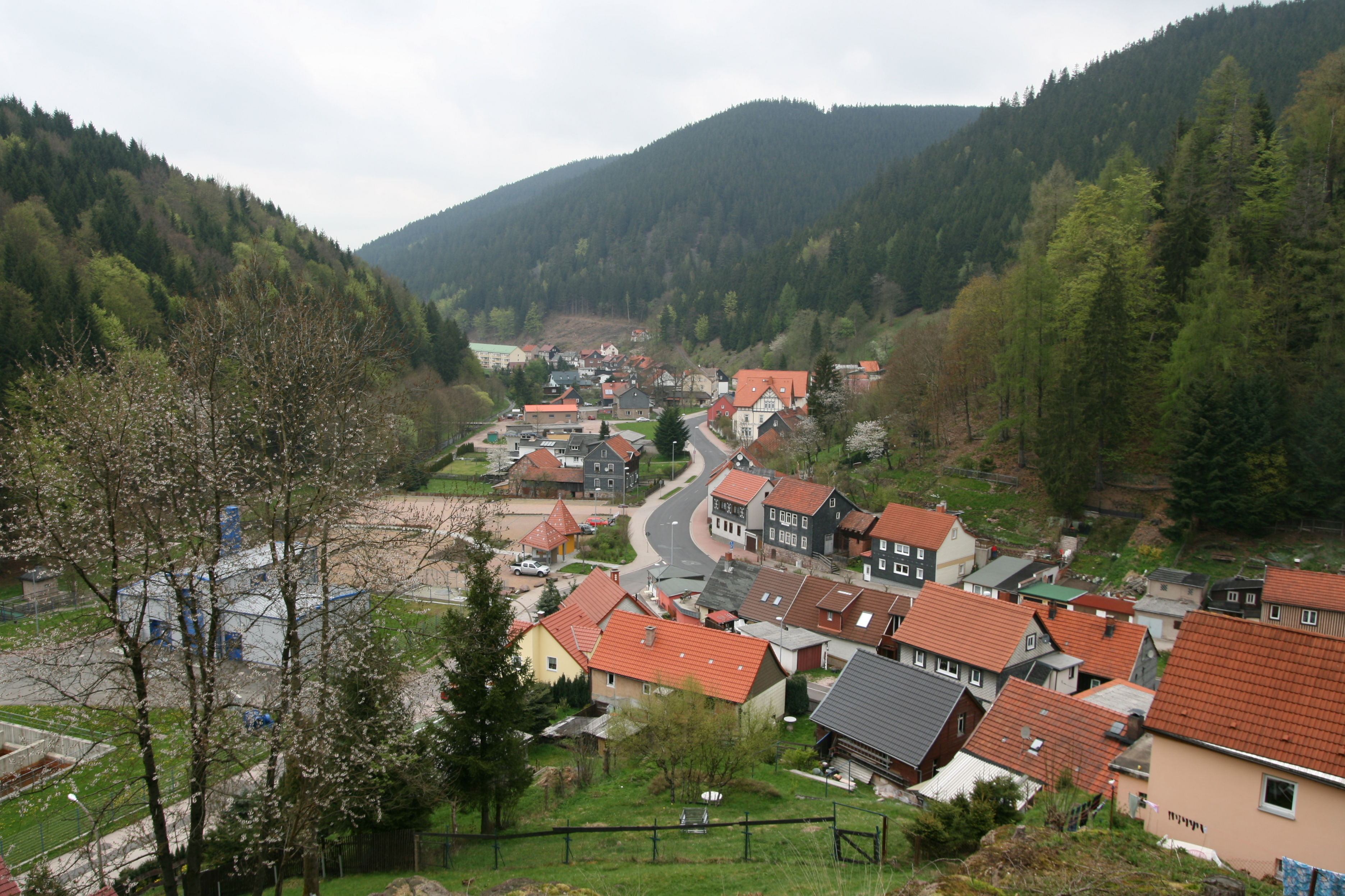
OT Schwarzwald

Der größte und älteste Ortsteil ist Schwarzwald. Die Siedlung Waldsazi – Waldsitz – wurde schon 919 erwähnt. In ihr lebten Waldarbeiter, Müller, Waldbauern und Bergleute. Der Ort wurde durch die Wölfiser Pfarrei betreut.
Auf einem nahen Berg wurde zur Kontrolle der nach Südthüringen und Franken führenden Meininger Straße eine Befestigungsanlage, die Burg Schwarzwald errichtet. Burg und Ort waren bis 1367 im Besitz der Grafen von Kevernburg.
Die Thüringer Landgrafen erwarben 1367 die Burg und begründeten das Amt Schwarzwald, hierzu zählten nun acht Ortschaften sowie Berg- und Hammerwerke nördlich des Rennsteiges. Von 1470 bis 1535 gehörte die Burg zum Besitz der Grafen von Gleichen. 1664 entstand am Fuße des Streitberges die Dorfschule mit einem Kirchsaal, betreut durch die Pfarreien Wölfis und Gräfenhain. 1717 wird mit Christoph Hähner der erste eigene Pfarrer in der Gemeinde begrüßt. Er bewirkte den Bau einer neuen Kirche, welche 1719 in Stutzhaus aufgebaut und geweiht wurde. Zugleich wurde in Schwarzwald eine Dorfschule errichtet. Die ausgedehnten Waldungen rings um Schwarzwald waren beliebte Jagdreviere der Gothaer Herzöge. Zahlreiche Flur- und Forstortsnamen belegen den einstigen Wildreichtum. Eines der letzten thüringischen Exemplare des Braunbären wurde 1662 vom Stutzhäuser Förster Georg Großgebauer am Bärenstein erlegt. Bis 1705 wurden noch weitere Tiere bei Tabarz und Georgenthal gesichtet. An den am 14. März 1819 erlegten Luchs erinnert ein Gedenkstein am Nordhang des Großen Böhler.
Am 1. Juli 1950 wurde die bis dahin eigenständige Gemeinde Schwarzwald nach Stutzhaus eingemeindet.

### Stutzhaus

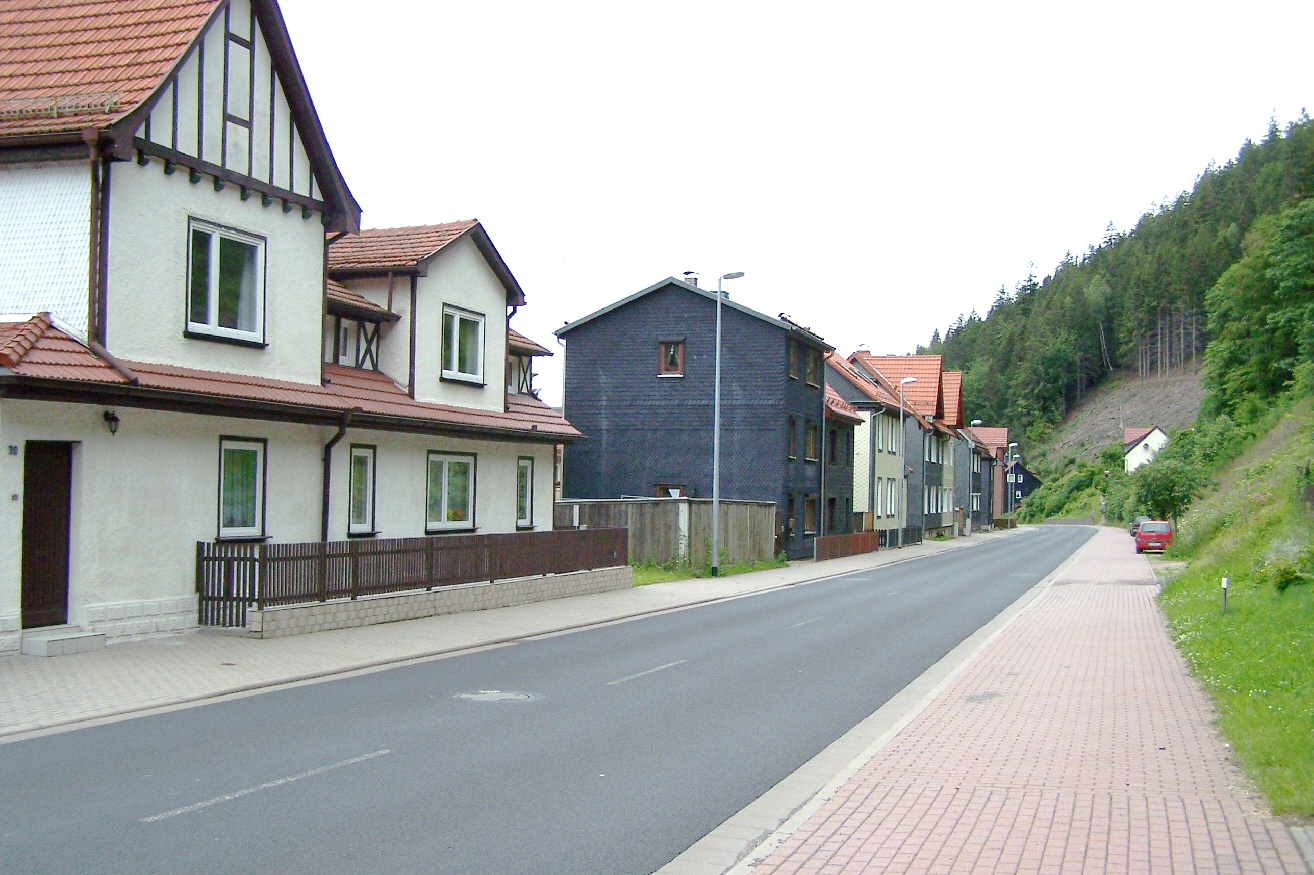
Hauptstraße in Schwarzwald

Die Waldarbeitersiedlung Stutzhaus entstand im 17. Jahrhundert am Ufer der Ohra.
Bereits 1569 hatte der Herzog von Sachsen-Coburg-Gotha einen Forststreifen am Ufer der Ohra für die Rodung und Besiedlung freigegeben. Doch die Siedlung wuchs nur langsam, da die Köhler ihre Behausungen stets in unmittelbarer Nähe der Meiler errichteten. Das 1659 erstmals erwähnte Stutzhaus war dagegen ein massives Forsthaus mit Lagerschuppen, in dem durch die Waldaufseher, sogenannte Forstknechte, die Abrechnung und Entlohnung der erzeugten Holzkohle mittels der Stutze vorgenommen werden musste. 1665 bestand die Siedlung Stutzhaus aus dem Forsthaus, 3 Schneidmühlen, einem Eisenhammer und 5 Wohnhäusern der Waldarbeiter. An das Stutzhaus wurde später eine Brauerei und Wirtschaft angefügt. 1760 findet sich der Vermerk Länderey ist hier keiner Hand breit womit die Verhältnisse in diesem Teil des Talgrundes treffend bezeichnet worden, denn auch die Handelsstraße erforderte Platz. Ihr wurde auch der Bau der Hammerbrücke gewidmet, welche zwischen den Ortsteilen Stutzhaus und Schwarzwald erbaut wurde.
Am 1. März 1951 wurde die Gemeinde Stutzhaus in Luisenthal umbenannt.

### Entwicklung im 19./20. Jahrhundert
Der Ausbau der Straße nach Oberhof und Ohrdruf verbesserte die Verkehrsanbindung. Der Ort hatte 1876 einen Anschluss an die Bahnstrecke Gotha-Gräfenroda erhalten und wurde ab 1881 zum Ziel für den Fremdenverkehr. Zuvor war bereits der Betrieb bei zahlreichen Eisenhämmern und Schmelzhütten eingestellt worden.
Die ehemaligen Vogt-Werke waren in der zweiten Hälfte des 20. Jahrhunderts unter dem Namen HEMAWERK als Spezialbetrieb für Hebetechnik und Krananlagen bedeutsam. Bis Anfang 2016 war es eine Produktionsstätte von Demag Cranes & Components. Seit der Schließung des Standorts wurde das Gelände aufgeteilt und wird seitdem von lokal ansässigen Unternehmen weiter genutzt.
Für die etwa 10.000 Touristen, die jährlich in Luisenthal weilten, entstanden das FDGB-Erholungsheim „Adolf Deter“ und mehrere Kinderferienlager.

### Ohratalsperre

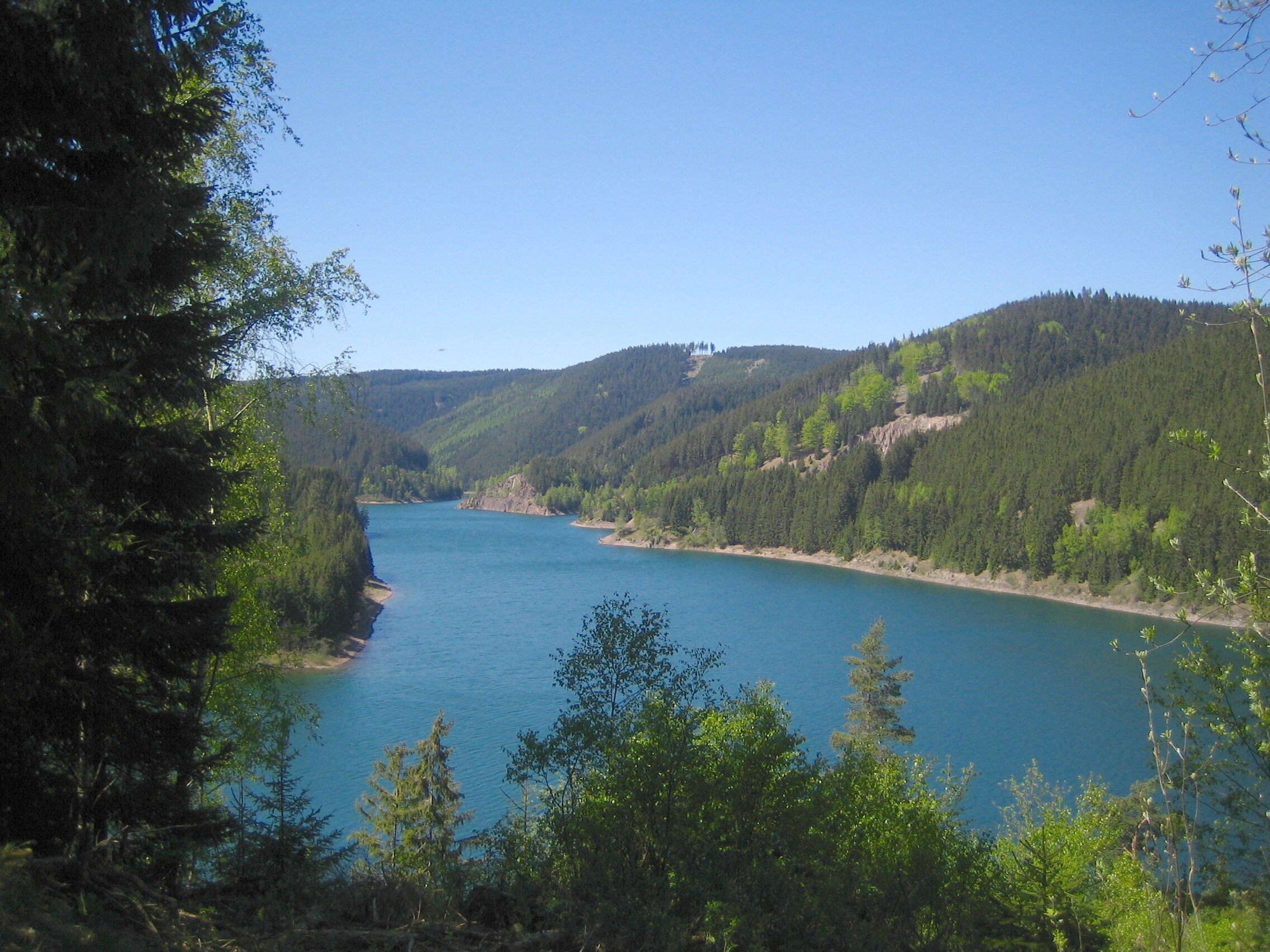
Ohra-Talsperre

Bereits um 1916 bemühten sich die Eisenbahngesellschaften um den Erwerb von Wasserrechten im Ohratal, dieses kalkarme Wasser war für den Einsatz in Dampflokomotiven besonders geeignet. Auch die rasch wachsende Industrie und die Bevölkerung in Mittelthüringen benötigte seit den 1930er Jahren gesicherte Trinkwasservorräte, daher wurde zunächst der Bau der Lütsche-Talsperre beschlossen. Die ebenfalls konzipierte Ohra-Talsperre verzögerte sich wegen Finanzierungsproblemen, erst 1957 wurde mit ihrem Bau, jedoch ohne Kraftwerkseinbauten, begonnen. Die Talsperre ist das Herz der Mittelthüringer Trinkwasserversorgungsbetriebe, sie deckt den Bedarf von 700.000 Einwohnern ab.

### Einwohnerentwicklung
Entwicklung der Einwohnerzahl (31. Dezember):
| - 1994: 1566 - 1995: 1558 - 1996: 1545 - 1997: 1540 - 1998: 1542 - 1999: 1555 | - 2000: 1521 - 2001: 1503 - 2002: 1479 - 2003: 1475 - 2004: 1439 - 2005: 1425 | - 2006: 1388 - 2007: 1370 - 2008: 1359 - 2009: 1341 - 2010: 1304 - 2011: 1272 | - 2012: 1252 - 2013: 1274 - 2014: 1275 - 2015: 1273 - 2016: 1239 - 2017: 1242 | - 2018: 1224 - 2019: 1197 - 2020: 1189 - 2021: 1173 - 2022: 1175 |

Datenquelle: Thüringer Landesamt für Statistik

## Religion
Die Bevölkerung von Luisenthal zählt mehrheitlich zur Evangelisch-Lutherischen Kirche in Thüringen, Superintendentur Ohrdruf.

## Politik

### Gemeinderat
Der Gemeinderat in Luisenthal setzt sich aus 12 Ratsfrauen und Ratsherren zusammen. Die Gemeinderatswahl am 26. Mai 2024 führte zu folgendem Ergebnis:
| Partei / Liste          | Stimmenanteil | Sitze |
| SPD                     | 53,4 %        | 7     |
| CDU                     | 29,4 %        | 3     |
| Die Linke               | 17,2 %        | 3     |
| Wahlbeteiligung: 62,2 % |               |       |

Die Sitzverteilung hat sich im Vergleich mit den Wahlen 2014 und 2019 nicht geändert.

### Bürgermeister
Bürgermeister ist seit 1999 Günter Jobst (SPD). Nach Wiederwahlen 2004, 2010 und 2016 wurde er am 12. Juni 2022, diesmal mit 88,8 Prozent der gültigen Stimmen, bei einer Wahlbeteiligung von nur 27,5 Prozent, erneut gewählt.

### Städtepartnerschaften
Seit 1992 besteht eine Städtepartnerschaft mit der hessischen Stadt Karben.

## Kultur und Sehenswürdigkeiten

### Bau- und Naturdenkmäler

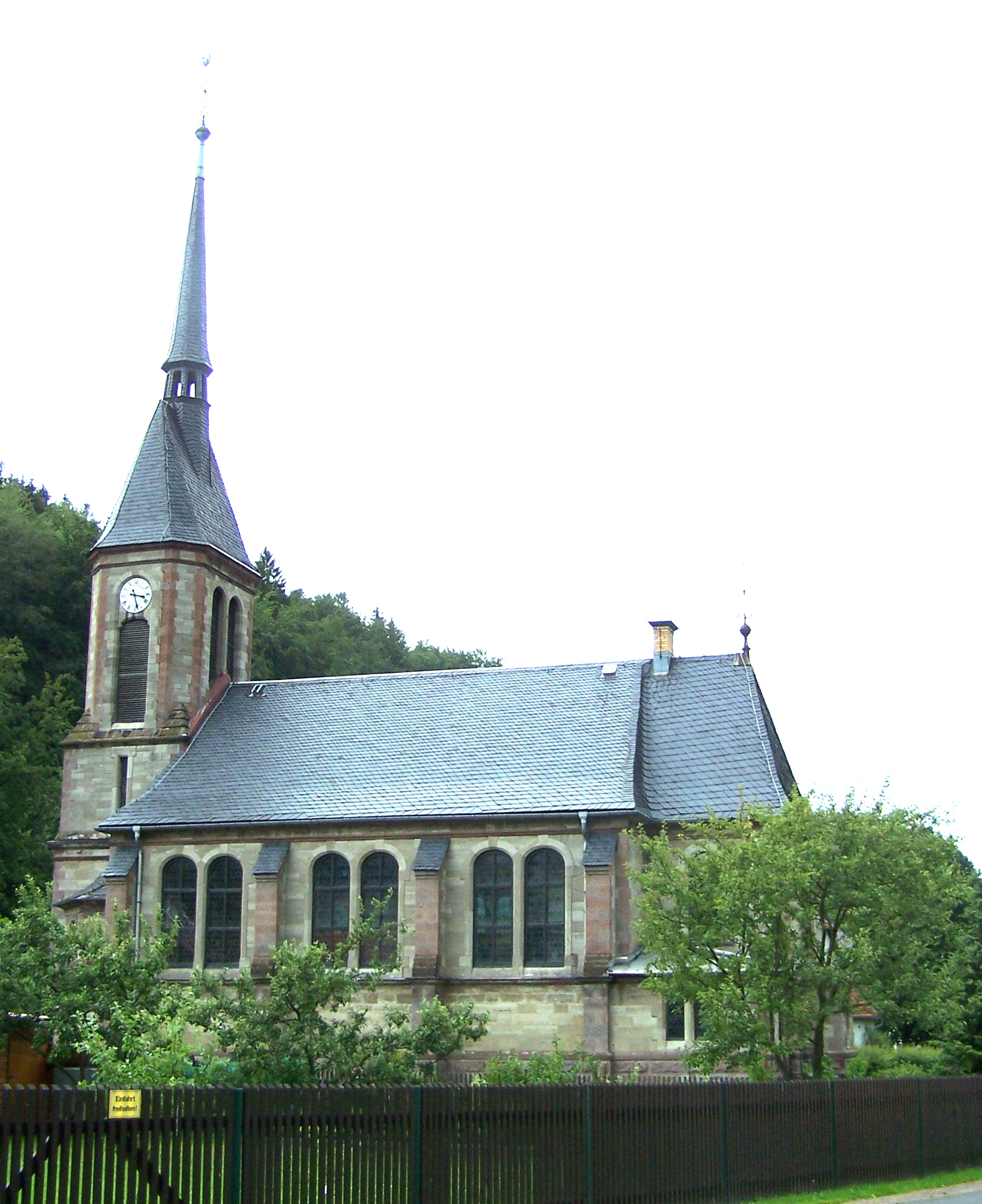
Herzog-Alfred-Gedächtniskirche

- Die neugotische Herzog-Alfred-Gedächtniskirche im Ortsteil Stutzhaus entstand 1902–1903 nach Entwürfen des Pirnaer Architekten Theodor Quentin anstelle eines 1719 eingeweihten und 1900 wegen Baufälligkeit geschlossenen Vorgängerbaus. Sie wurde am 3. November 1903 eingeweiht im Beisein der Herzogswitwe Marie, die den Kirchenbau mit einer Zuwendung von 20.000 Mark unterstützt hatte, und zahlreicher Ehrengäste, u. a. ihres Neffen und Oberhaupts des Hauses Romanow, Kyrill Wladimirowitsch Romanow und des britischen Gesandten Lord Goughein. Die Kirche erinnert an Herzog Alfred von Sachsen-Coburg und Gotha, der sich sehr um Luisenthal bemüht hatte. Eine groß angelegte Haus- und Straßensammlung im Herzogtum hatte 1901 den größten Teil der Baukosten erbracht, 33.000 Mark. Am 3. Mai 1902 erfolgte der erste Spatenstich, Anfang September 1903 begann die Ausmalung des Innenraums, am 12. September wurde der Altar gemauert, in den einen Monat später der Grundstein eingebracht wurde. Die Hauptorgel stammt aus der Werkstatt von Hugo Böhm in Gotha, sie wurde 1903 installiert. Aus derselben Werkstatt stammt die 1988 eingebaute Chororgel, die fünf Register, ein Manual und Pedal hat.
Am 4. Juli 1917 mussten die Kirchenglocken für Rüstungszwecke abgegeben werden. Auf den Tag genau 92 Jahre später, am 4. Juli 2009, wurde der Auftrag zum Guss von drei neuen Bronzeglocken erteilt. In der Passauer Glockengießerei Rudolf Perner erfolgte am 6. November 2009 im Beisein von Vertretern der Luisenthaler Kirchgemeinde der Guss dieser Glocken. Sie tragen die Namen der Luisenthaler Ortsteile: Mit 450 Kilogramm ist „Schwarzwald“ die größte und erhält auf der Glockenflanke den Spruch: „Lobe den Herren meine Seele!“, die mittlere mit 245 Kilogramm ist „Stutzhaus“ gewidmet und mahnt: „Friede sei mit Euch!“, die kleinste mit 145 Kilogramm trägt den Namen „Luisenthal“ und ruft: „Kommet, denn alles ist bereit!“[8]
Ende des Zweiten Weltkriegs erlitt die Kirche am Altarraum, dem Dach und den Fenstern erhebliche Schäden durch Artilleriebeschuss. Am 100. Todestag von Herzog Alfred, dem 30. Juli 2000, wurde der neu gestaltete Platz vor der Kirche durch die Landtagspräsidentin Christine Lieberknecht übergeben.
- Im Ortsteil Schwarzwald trifft man auf in Steillage ausgebreitete Häuser und die Ruine der Burg Schwarzwald.
- Am Anger steht das Schulhaus mit dem kleinen Uhrtürmchen.
- Unmittelbar südlich der Ortslage beginnt das Betriebsgelände der Ohra-Talsperre.
- Luisenthal ist besonders reich an Naturschönheiten, die über ein gut ausgebautes Wanderwegenetz zu erreichen sind.

### Freizeit- und Sportanlagen
In der Nachbarstadt Oberhof befindet sich das Zentrum des Thüringer Wintersports. Auf dem Streitberg, in der Nähe des Waldhotels „Berghof“, befindet sich die Biathlonanlage „Streitbergarena“ des Luisenthaler Sportvereins, Abteilung Wintersport.

## Wirtschaft und Infrastruktur

### Wirtschaft

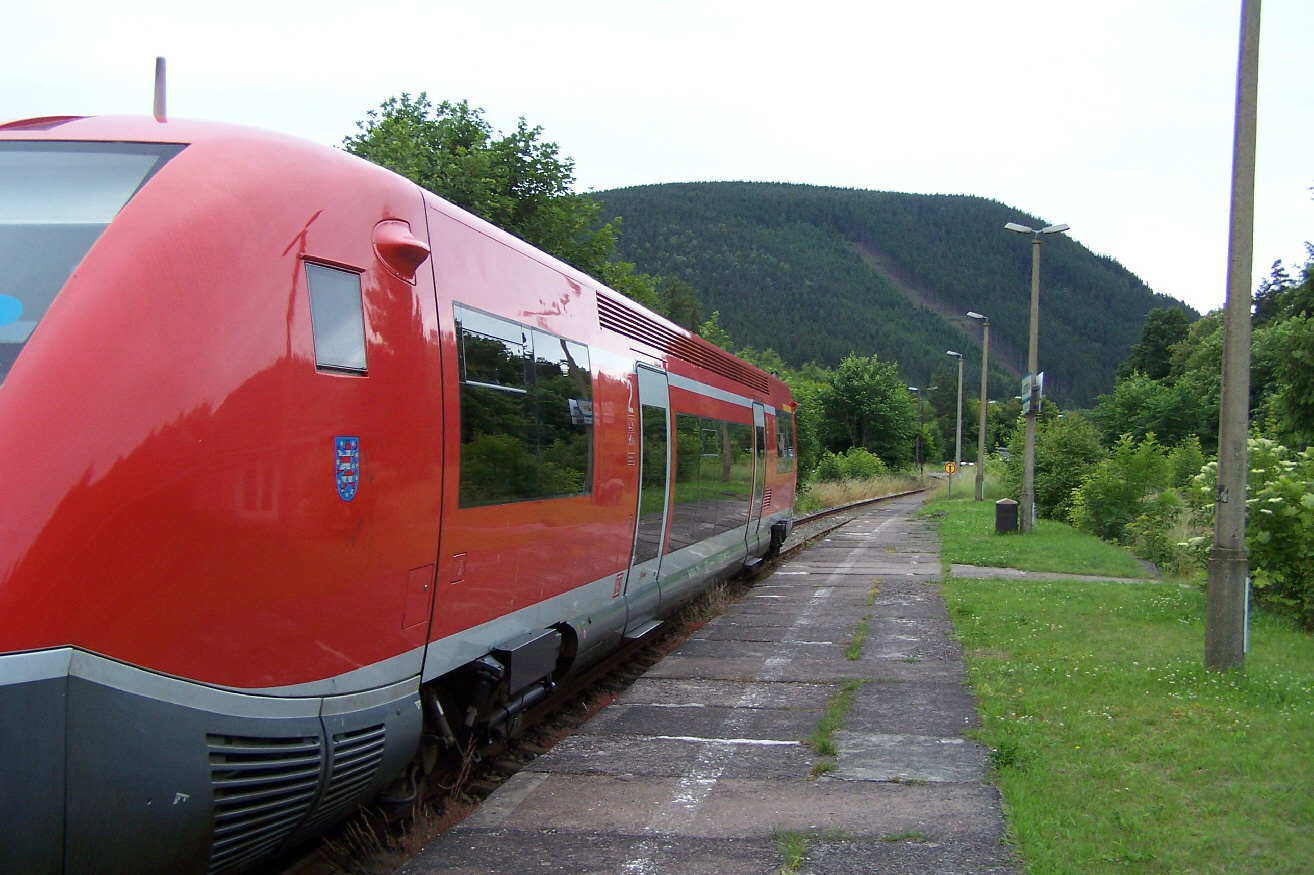
Haltepunkt Luisenthal (2009)

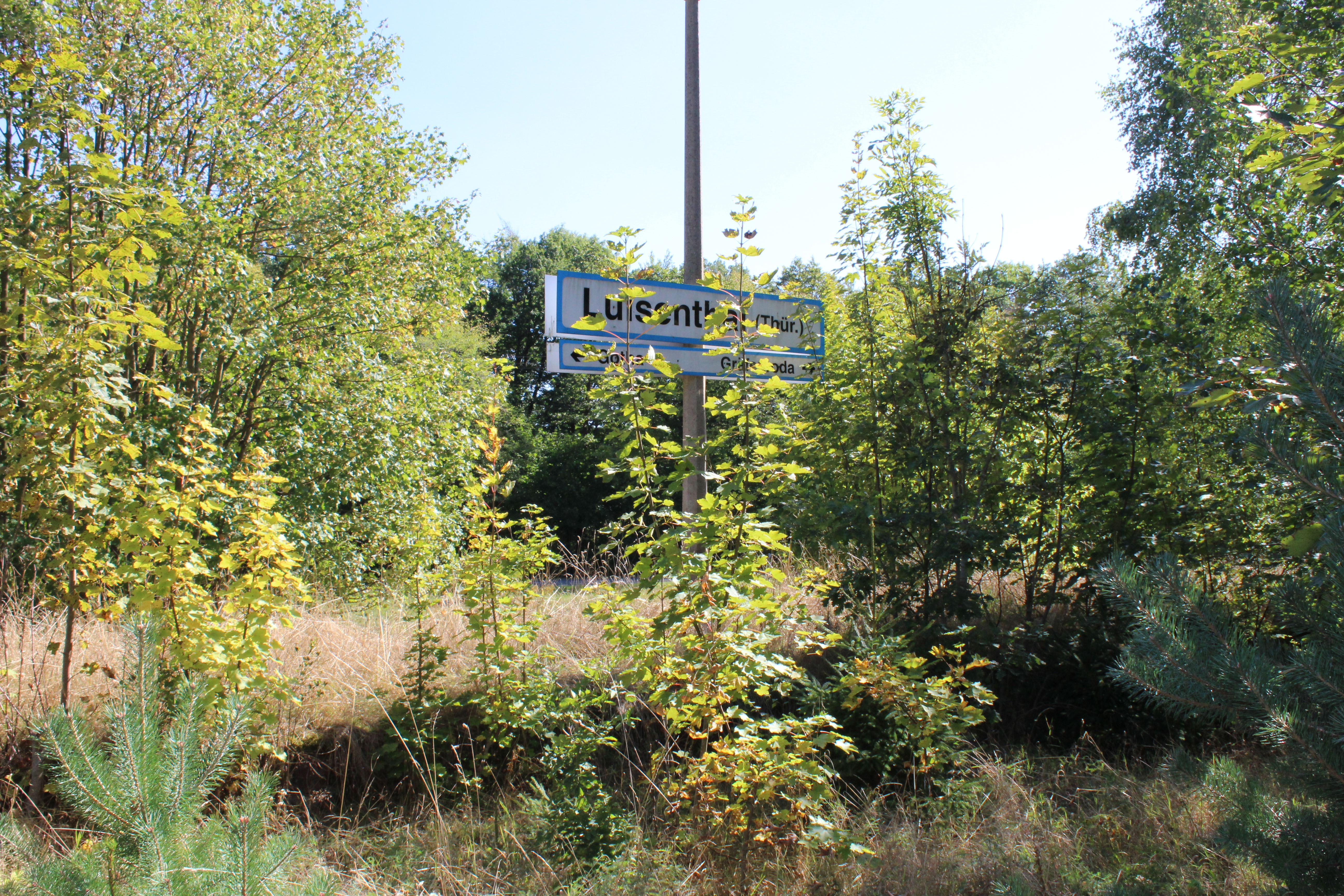
Haltepunkt nach Stilllegung (2018)

Die Luisenthaler Wirtschaft besteht zum größten Teil aus Kleinbetrieben der Holz- und Metallindustrie, dem Handwerk und dem Handel. Bedeutendster Arbeitgeber ist die Thüringer Talsperrenverwaltung. Luisenthal besitzt eine bereits in der DDR-Zeit entwickelte touristische Infrastruktur. Hierzu zählt ein gut ausgebautes Wanderwegenetz, Übernachtungsmöglichkeiten, Hotels und Pensionen. Die Mehrzahl der Einwohner arbeitet inzwischen in den Umlandgemeinden.

### Verkehr
Bis zum 31. Dezember 2006 führte die B 247 durch den Ort und weiter in südlicher Richtung, wo sie auf 830 Meter Höhe den Rennsteig überquerte und weiter nach Oberhof und Schleusingen führte. Seitdem ist dieser Abschnitt komplett zur Landesstraße 3247 abgestuft.
Nächstgelegene Autobahnanschlusspunkte sind Oberhof im Verlauf der A 71 sowie im Norden die Auffahrt Gotha zur A 4.
Im Personennahverkehr bedienen folgende Buslinien der Regionalen Verkehrsgemeinschaft Gotha den Ort:
- L-856 (Tabarz – Ohrdruf – Luisenthal – Oberhof)
- L-860 (Gotha – Ohrdruf – Luisenthal – Oberhof).

Bis Ende 2011 besaß der Ort einen Haltepunkt an der Ohratalbahn zwischen Gotha und Gräfenroda.
Nächstgelegener Flughafen ist Erfurt.
Durch Luisenthal führen der Radwanderweg Bach-Rad-Erlebnis-Route und der Radfernweg Waldrandroute.